# Kozárd
Kozárd è un comune dell'Ungheria di 186 abitanti (dati 2001). È situato nella contea di Nógrád.